# Ptychomnion aciculare
Ptychomnion aciculare là một loài rêu trong họ Ptychomniaceae. Loài này được (Brid.) Mitt. mô tả khoa học đầu tiên năm 1869.